# Anja Mischke
Anja Mann, geb. Mischke, ehem. Tonat (* 29. April 1967 in West-Berlin) ist eine ehemalige deutsche Eisschnellläuferin und Olympiateilnehmerin.

## Sportliche Karriere
Ihre Karriere begann sie im Alter von acht Jahren, als sie mithilfe ihres Vaters, Kurt Mischke, in Berlin-Wilmersdorf das Schlittschuhlaufen erlernte. Bei den Olympischen Winterspielen 1988 in Calgary vertrat Anja Mischke neben Monika Pflug die bundesdeutschen Farben und belegte über 3000 m den 12. Platz und über 1500 m den 16. Platz. Ihre guten Vorleistungen bei den Weltcuprennen der Saison (4. und 5. Plätze über 3000 m und 1500 m) konnte sie nicht wiederholen, weil sie mit  einer schwerwiegenden Achillessehnenverletzung nach Calgary gefahren war. Anja Mischke trainierte bei den Landestrainern Cornelis Broekman (holländischer Eisschnellläufer, 1952 jeweils olympisches Silber über 5000 m und 10.000 m), Gaby Fuß und Joachim Franke. 1996 beendete sie als langjähriges Mitglied, WM-, EM- und Weltcupteilnehmerin der Deutschen Eisschnelllauf-Nationalmannschaft ihre sportliche Karriere.
Anja Mischke arbeitet als Bundespolizistin und hat zwei Kinder.

## Erfolge
- Olympiateilnehmerin 1988 Calgary. 12. Platz 3000 m, 16. Platz 1500 m.
- Mehrere Weltcupplatzierungen unter den Top Ten.
- Teilnahme an Juniorenweltmeisterschaften 1983, 1984, 1985 ( Gesamt 7. Platz. Einzelstrecken 1500 m 5. Platz, 1000 m 4. Platz ).
- Mehrfache Deutsche Meisterin und Platzierte der Bundesrepublik Deutschland und Deutschland bei den Junioren und Damen.
- letzte Deutsche Rekordhalterin der Bundesrepublik Deutschland über 1500 m und 3000 m.